# N-351
La N-351 o Acceso a Gibraltar, es una carretera nacional española, que une la CA-34 con la frontera de Gibraltar dentro de la travesía de la La Línea de la Concepción, en la provincia de Cádiz, pertenece de la Red de Carreteras del Estado. Consta de unos 4,5 kilómetros de longitud.
Inicia en la final de la CA-34 en la rotonda acceso a la urbanización Villa Victoria en Puente Mayorga y la carretera cruza Campamento como travesía antes de entrar en el término municipal de La Línea de la Concepción. Coincide durante sus dos últimos kilómetros con las avenidas de España y del Príncipe de Asturias hasta llegar a la verja de Gibraltar, donde termina actualmente.
El Gobierno de Gibraltar adjudicó en 2009 las obras de la continuación de esta autovía en territorio británico. Esta infraestructura conectará la verja con la Roca por un trazado alternativo a la Avenida Winston Churchill, mediante un túnel bajo la pista de aterrizaje del aeropuerto de Gibraltar. A día de hoy, el único modo de acceder al centro urbano de Gibraltar es cruzando a nivel la pista de aterrizaje del aeropuerto.
Es frecuente encontrarse la carretera congestionada en su último tramo, correspondiente a la zona urbana de La Línea de la Concepción, durante las primeras horas de la mañana, especialmente el carril derecho, debido al control de acceso a la entrada de Gibraltar que deben efectuar las autoridades al no estar incluido este territorio en el Acuerdo de Schengen.

## Galería de imágenes

En esta fotografía se aprecia la N-351 pegada a la Playa de Poniente de La Línea, y la avenida Winston Churchill sobre el Aeropuerto de Gibraltar. Está prevista la ampliación de la CA-34 hasta el núcleo urbano de Gibraltar con la construcción de un túnel bajo la pista de aterrizaje.[2]
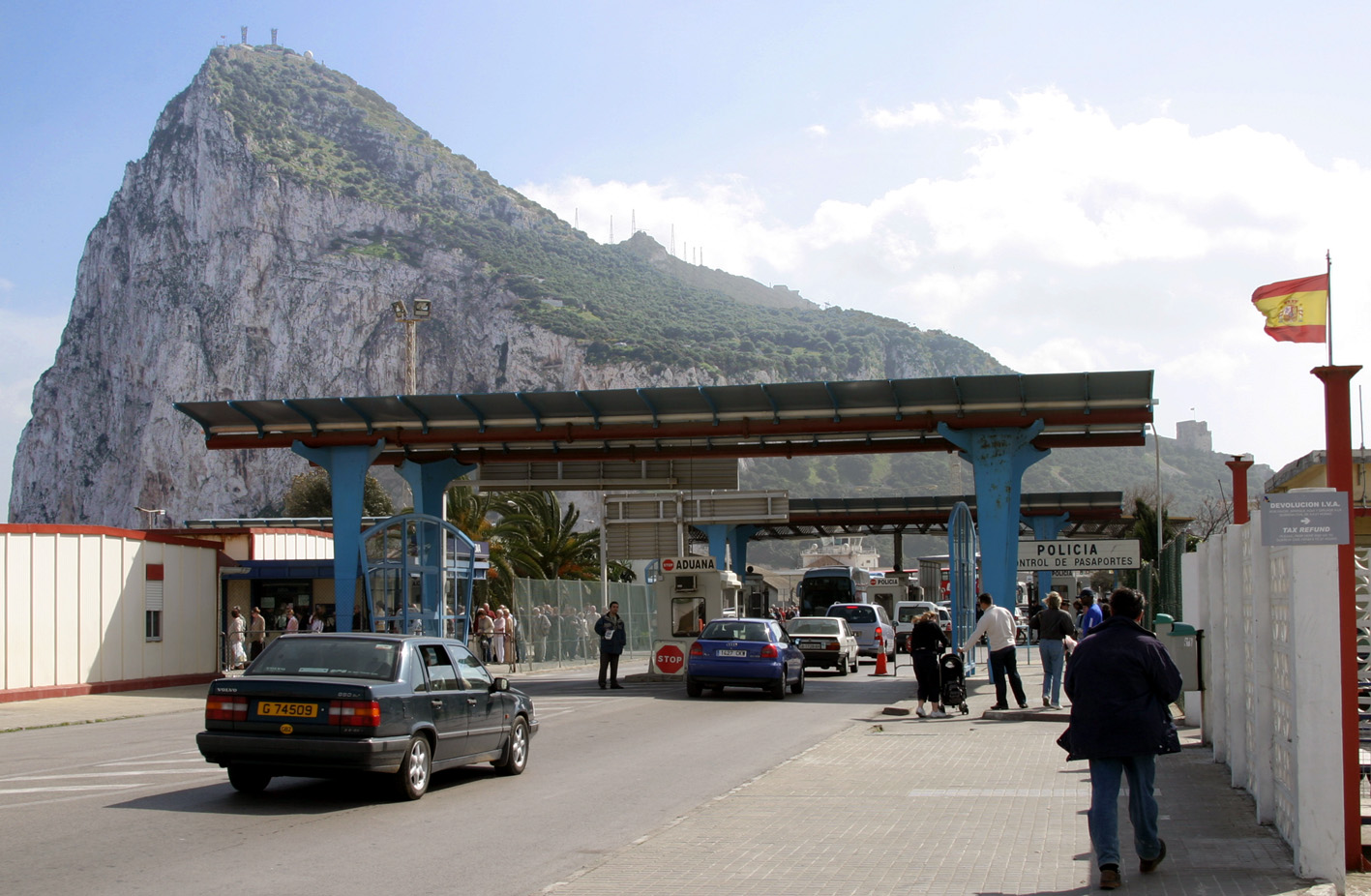
Fin de la N-351 en la aduana de Gibraltar.